# Приштинський міжнародний кінофестиваль
Приштинський міжнародний кінофестиваль (алб. Festivali i Filmit ne Prishtine, серб. Филмски фестивал у Приштини) — щорічний, починаючи від 2009 року, фестиваль, що триває тиждень. Відбувається в Національному театрі Косово в кінці вересня та на початку жовтня, хоч у 2014 році тривав з 25 квітня по 2 травня. Головним призом є статуя «Золота богиня», створення якої базується на знайденій у Косово в 1960 році теракотовій фігурі періоду неоліту — «Богиня на престолі», що стала символом міста При́штина.
Національний театр у місті Приштина, що є столицею Косово, проводить багато різноманітних кінофестивалів. Кінозірки та інші знаменитості з усього світу щороку проходжуються по червоних фестивальних доріжках. Ці фестивалі привертають увагу місцевих та міжнародних туристів, роблячи життя міста ще динамічнішим.
Метою Приштинського міжнародного кінофестивалю є пропагувати культуру Косово та країн Балканського півострова. Проєкт фестивалю запропонували Вйоса Беріша, Орхан Керкезі, Фатос Беріша та Фатон Хасимжа (Vjosa Berisha, Orhan Kerkezi, Fatos Berisha, Faton Hasimja). Творців фестивалю надихнув подібний фестиваль, організований у Сараєво.
На першому Приштинському кінофестивалі почесною гостею була британська акторка театру, кіно і телебачення, лауреат премії «Оскар» 1978 року — Ванесса Редгрейв. Спочатку фільми нагороджувалися в сімох категоріях, нині у дев'ятьох. Крім конкурсних кінопоказів відбуваються також семінари для балканських кінематографістів.

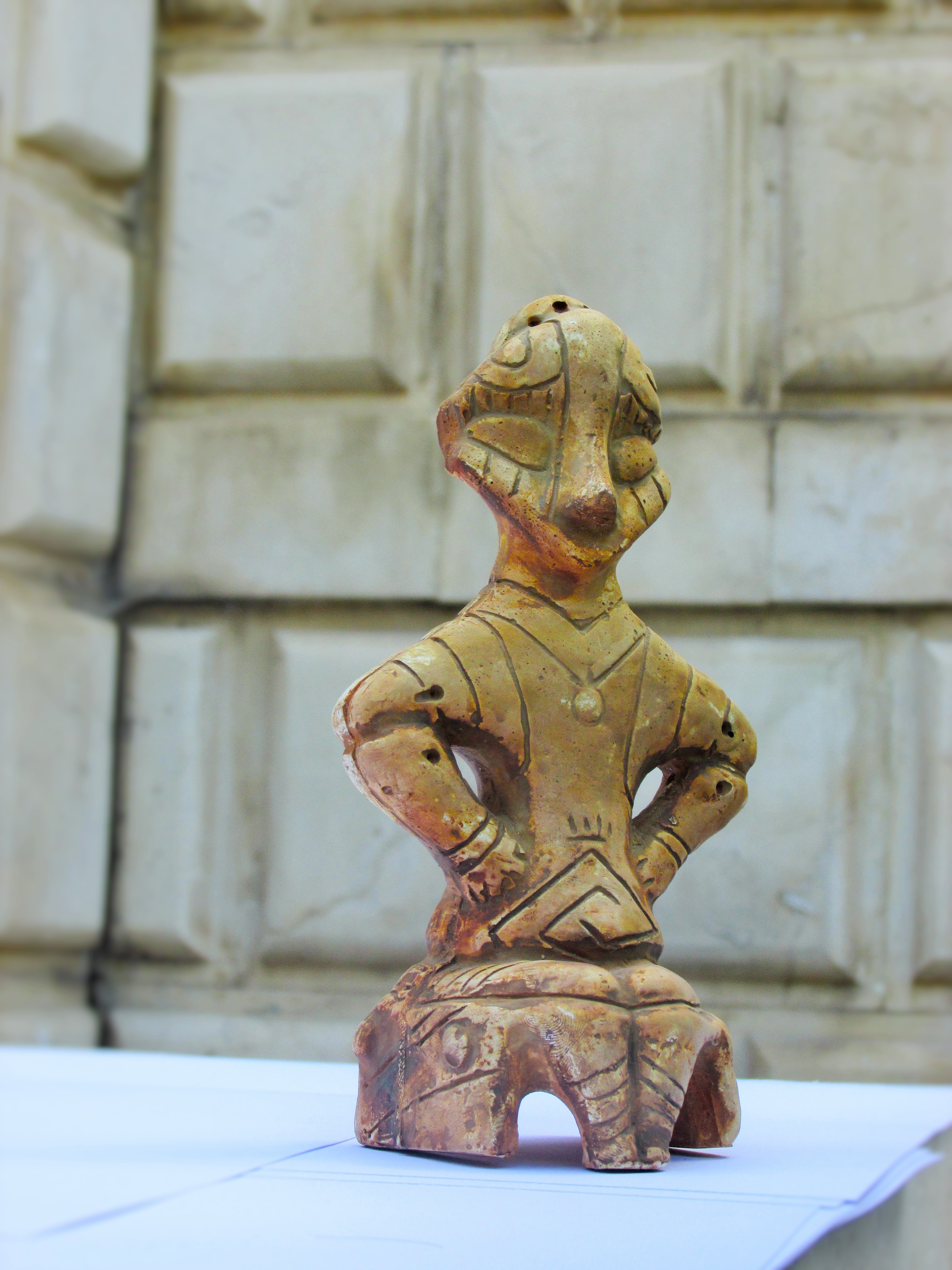
Теракотова фігурка
«Богиня на престолі»

Починаючи з 2010 року на фестивалі був організований «Форум PriFilm» — дводенний семінар спрямований на встановленні зв'язків косовських режисерів із кінематографістами сусідніх країн, який зібрав кінематографістів з Косово, Албанії, Македонії, Чорногорії та Сербії. Форум складався з майстерні, семінарів та дискусій.

## Призи та нагороди
«Золота богиня» за найкращий фільм
- 2009 — «Сніг» / (Snijeg, Боснія і Герцеговина)
- 2010 — «На шляху» / (Na putu, Боснія і Герцеговина)
- 2011 — «Закоханий»[ro] / (Loverboy, (Румунія)
- 2012 — «Три світи»[fr] / (Trois mondes (Франція)
- 2013 — «Перед снігопадом»[no] / (Før snøen faller (Норвегія)
- 2014 — «Егоїстичний велетень»[en] / (The Selfish Giant, Велика Британія)
- 2017 — «Ґоран»[en] / (Goran, Хорватія)
- 2019 — «Наслідки»[en] / (Posledice, Словенія)

Спеціальний приз від журі
- 2009 — «Схід, захід, схід»[en] / (Lindje, Perëndim, Lindje, Албанія)
- 2010 — «Албанець» / (Shqiptari, Албанія)
- 2011 — «Панки не померли» / (Панкот не е мртов, Македонія)
- 2012 — «Аве» / (Avé, Болгарія)
- 2013 — «Шлях Халіми» / (Halimin put, Боснія і Герцеговина)
- 2014 — «Люби мене» / (Sev beni, Україна/Туреччина)
- 2017 — «Хроніка Меланії»[lv] / (Melānijas hronika, Литва)
- 2019 — «Притулок серед хмар» / (Streha mes reve, Албанія)

«Золота богиня» для найкращого режисера
- 2008 — «Опіумна війна» / (Opium War, Афганістан), режисер — Сіддік Бармак[en]
- 2009 — «Тегеран»[fr] / (Téhéran, Франція, Італія), режисер — Надер Такміл Гомаюн[fr]

«Золота богиня» для найкращого актора
- 2010 — «Албанець» / (Shqiptari, Албанія) — Нік Джелілай

«Золота богиня» для найкращої акторки
- 2010 — «На шляху» / (Na putu, Боснія і Герцеговина) — Зринка Цвитешич

Приз глядацьких симпатій
- 2009 — «Час комети»[en] / (Koha e Kometës, Албанія)
- 2010 — «Прикордонні віслюки»[sq] / (Gomarët e Kufirit, Косово)
- 2011 — «Амністія»[sq] / (Amnistia, Албанія)
- 2012 — «Агнець божий»[pl] / (Agnus Dei, Косово)
- 2013 — «Філомена» / (Philomena, Велика Британія)

Спеціальна нагорода журі за найкращий фільм